# Unreal
Unreal — культова відеогра жанру 3D-шутера, розроблена компанією Epic MegaGames (пізніше перейменована в Epic Games) у партнерстві з Digital Extremes, і випущена компанією GT Interactive 22 травня 1998 року.
Гра вирізнялася з-поміж шутерів свого часу різноманітним геймплеєм та ігровим рушієм, який розроблювався упродовж трьох років до випуску гри і тепер носить її ім'я. Unreal заснувала ігрову серію, що містить одне пряме продовження та чотири відгалуження. Unreal — перша гра, справжній екранний знімок якої журнал «Game.EXE» опублікував на фронтальній обкладинці в поліграфічній якості.
Доповнення Unreal Mission Pack I: Return To Na Pali було опубліковане 31 травня 1999 року і додало нові місії в одиночний режим Unreal. Unreal і Unreal Mission Pack I: Return To Na Pali пізніше були перевидані під назвою Unreal Gold. 30 серпня 2001 року, Unreal було знову перевидано як Totally Unreal, що містить Unreal Gold та Unreal Tournament.

## Ігровий процес

Приклад ігрового процесу

### Однокристувацька гра
Гравець виступає в ролі бійця, що повинен знищувати ворогів і вирішувати головоломки для просування сюжетом. Він володіє запасом здоров'я, бронею, зброєю та інвентарем. Персонаж здатний бігати, стрибати і присідати, а також рухатися в присяді.
Здоров'я відновлюється аптечками, бинтами та лікувальними рослинами. Якщо персонаж гине, гра відновлюється з останнього збереження прогресу — автоматичного чи записаного гравцем. Якщо боєць має броню, то вона приймає на себе атаки, поки не вичерпається її запас. Поповнюється комплектами броні, схованими на місцевості. Всього існує 10 видів зброї, що перемикаються натисненням цифрових клавіш від 0 до 9. В інвентар додаються разноманітні корисні речі на кшталт ліхтарика чи підсилювачів зброї, які використовуються за потреби. Інші речі, такі як захисні костюми, діють одразу після взяття. Боєць має універсальний перекладач, який надає інформацію про оточення та підказки.

### Багатокористувацька гра
У багатокористувацькій грі пропонується кілька режимів для змагань з іншими гравцями:
- Смертельний матч (англ. Deathmatch) — кожен боєць грає сам за себе, намагаючись вбити якомога більше інших бійців. Кожне вбивство приносить 1 очко (фраг). На карті розкидано різноманітну зброю та бонуси.
- Командний смертельний матч (англ. Team Deathmatch) — дві команди змагаються одна з одною в наборі фрагів, знищуючи членів протиборчої команди.
- Спільна гра (англ. Coop Game) — проходження сюжетних рівнів разом з іншими гравцями, максимум вчотирьох.
- Цар гори (англ. King of the Hill) — кожен боєць грає сам за себе, намагаючись вбити якомога більше інших бійців, але той, хто здійснить перше вбивство, стає «Царем гори». Його атаки посилюються вдвічі, а той, хто вб'є «Царя гори», отримує одразу 5 фрагів.
- Темний матч (англ. DarkMatch) — аналогічний до «Смертельного матчу», але відбувається в темряві. Бійці оснащені ліхтариками, що освітлюють невеликий простір попереду.

## Сюжет
Ув'язнена № 849 отямлюється на борту тюремного космічного корабля «Вортекс Райкерс» (англ. Vortex Rikers), що зазнав аварії у горах планети На Палі. 849 вибирається назовні та добуває собі зброю і спорядження. Вона бачить, що вцілілих добивають ящери скаарджі та найманці інших видів, що служать їм. Героїня знаходить шахти, де скаарджі добувають мінерал таридіум, заради якого і вторглися на планету. 849 зустрічає аборигенів На Палі — чотирируких гуманоїдів налі, яких загарбники використовують для видобутку таридіуму. Ті часом показують шлях і сховки з припасами. Їй вдається пробитися крізь шахти до храму налі, за яким виявляється арена, де героїня долає велетенського ящера.
У пошуках способу вибратися з планети, 849 проходить крізь руїни та виявляє місце падіння корабля «Кран», що прибув на сигнал лиха з «Вортекс Райкерс». Виявляється, що скаарджі встановили на планеті притягувальний промінь, який і став причиною аварій. Обшукавши корабель, 849 однак не знаходить придатних для польоту апаратів і сподівається розшукати їх у скаарджів. Дорогою вона знаходить записи налі, в яких говориться про месію, що колись звільнить їх від рабства.
849 долає шлях крізь руїни та гори до головного корабля скаарджів, де вчиняє диверсію. Генератор енергії корабля вибухає, знеструмлюючи його і тим самими припиняючи окупацію На Палі. Героїня відшукує королеву скаарджів та вбиває її, після чого сідає в схований за її покоями шаттл, на якому відлітає на орбіту планети.

## Технічні особливості
Unreal була однією з перших відеоігор, де широко застосовувалося мультитекстурування. Рушій гри завдяки цьому реалізовував відображення на об'єктах, наприклад, дзеркальні поверхні або воду. З допомогою процедурних текстур зображалися такі матеріали як лава і вода, що мають неоднорідну рухому поверхню. Також джерела світла в Unreal могли плавно зменшувати яскравість своїх гало в міру руху персонажа, якщо їх перекривали перешкоди. Підтримувалися різнокольорові джерела освітлення. У грі було впроваджено скайбокс — куб над локацією, на який проектується зображення неба таким чином, що реальна форма приховується, створюючи ілюзію відкритого простору. В Unreal скайбокси додатково мали шари напівпрозорих хмар і зірок, що забезпечувало реалістичність неба. Технологія варпінгу дозволяла реалізувати портали, в яких видно іншу зону простору, а також можливість взаємодіяти з нею, наприклад, стріляти всередину.
Unreal вирізнялася високими, як на свій час, рекомендованими системними вимогами: процесор рівня Pentium II 233 МГц, 64 МБ оперативної пам'яті та відеокарта Voodoo 2.

## Оцінки й відгуки
| Агрегатор    | Оцінка |
| ------------ | ------ |
| GameRankings | 88.58% |

| Видання                    | Оцінка |
| -------------------------- | ------ |
| AllGame                    | [ 5 ]  |
| Computer and Video Games   | 9/10   |
| Edge                       | 8/10   |
| GameRevolution             | B+     |
| GameSpot                   | 8.4/10 |
| IGN                        | 9/10   |
| PC Gamer (Велика Британія) | 94/100 |
| PC Zone                    | 9.3/10 |

Unreal здобула загальне визнання за передову для свого часу графіку та розвинений ШІ ворогів. На агрегаторі GameRankings її середня оцінка склала 88,53 %.
У рецензії GameSpot особливо відзначалися різноманітні рівні, якість текстур та набір зброї, де кожна є унікальною та має по два режими стрілянини. Також було високо оцінено ШІ ворогів, які здатні захищатися від нападу, широкі можливості до модифікації гри. Окремо було виділено багатокористувацьку гру, зокрема режим «Смертельний матч». Заувжувалися обмаль моделей ворогів, урізноманітнених лише текстурами, повторювані однакові сутички та примітивні головоломки, що здебільшого зводяться до пошуку й натиснення кнопок. Крім того з недоліків називалися бідний дизайн зброї.
Game Revolution зауважили, попри технологічну інноваційність, неоригінальність гри, від сюжету і до візуального дизайну та звуків. Було розкритиковано і подачу сюжету, де немає кат-сцен.